# Ernst Björck
Ernst Daniel Björck, född 25 september 1838 i Chalmerska huset i Göteborg, död 28 september 1868, var en svensk präst och poet. Han var son till biskop Gustaf Daniel Björck.
Björck visade fallenhet för författarskap redan i skolan. Han studerade filosofi och estetik vid Uppsala universitet där han blev student 1858. Han prisbelönades av Svenska akademien 1861 för sin diktsamling Naturbilder. Samtidigt eller nyss förut hade Lorentz Dietrichson samlat omkring sig ett litet litterärt sällskap i staden. I denna krets "N. S." (Namnlösa Sällskapet) blev Björck snart tongivande och när frukten av sällskapets litterära gemenskap 1863 och 1865 framträdde i den poetiska kalendern Sånger och berättelser, fanns Björcks egen signatur, Daniel, under flera av de vackraste dikterna. Enligt sina anhörigas önskan lät Björck 1866 viga sig till präst och kallades till pastorsadjunkt vid Göteborgs domkyrka.
1868 utnämndes han till komminister i Kristine församling i samma stad men blev kort därefter offer för en vanlig epidemi och avled samma år. Efter hans död utgavs hans Valda dikter (fyra upplagor). Han skulle förmodligen ha blivit en av våra ledande skalder om han inte dött så ung. Han är begravd på Örgryte gamla kyrkogård